# When We Rise
When We Rise es una miniserie estadounidense sobre la lucha por los derechos LGBT, creada por Dustin Lance Black. Está protagonizada por Guy Pearce, Rachel Griffiths, Mary-Louise Parker, Michael Kenneth Williams, Austin P. McKenzie, Emily Skeggs, Jonathan Majors, Fiona Dourif y Sam Jaeger, entre otros. La miniserie fue estrenada en la cadena ABC el 27 de febrero de 2017, y el último episodio se emitió el 3 de marzo del mismo año.

## Argumento
Basada en las memorias de activista LGBT Cleve Jones, When We Rise narra las luchas personales y políticas de un grupo diverso de personas LGBT los cuales ayudaron a iniciar el movimiento por los derechos civiles desde su infancia en el siglo XX a los éxitos de hoy. La serie, que narra 45 años de historia, nos muestra la evolución del movimiento de derechos LGTB, empezando justo después del los disturbios de Stonewall en 1969.

## Reparto
- Guy Pearce como Cleve Jones, activista LGTB.
  - Austin P. McKenzie como Cleve Jones joven.
- Mary-Louise Parker como Roma Guy, activista.
  - Emily Skeggs como Roma Guy joven.
- Michael K. Williams como Ken Jones, activista
  - Jonathan Majors como Ken Jones joven.
- Rachel Griffiths como Diane, la novia de Roma.
  - Fiona Dourif como Diane joven.
- Ivory Aquino como Cecilia Chung, activista transgénero.
- Jack Plotnick como Gilbert Baker, diseñador de la bandera LGTB.
  - Dylan Arnold como Gilbert Baker joven.
- Kevin McHale como Bobbi Campbell, activista
- Nick Eversman como Scott Rempel, amigo de Cleve en San Francisco.
- Caitlin Gerard como Jean, primera novia de Roma en San Francisco.
- Whoopi Goldberg como Pat Norman, la primera trabajadora del Servicio de Salud Pública de San Franciso abiertamente homosexual.
- Todd Weeks como Tom Ammiano.
- Sam Jaeger como Richard, novio de Ken Jones.
- Dylan Walsh como Dr. Marcus Conant, pionero en la diagnosis y el tratamiento del SIDA.
- Rafael de la Fuente como Ricardo Canto, novio de Cleve.
- Rossie O'Donnell como Del Martin, cofundadora de la primera organización por los derechos de las lesbianas en EE. UU.
- Maddie Corman como Phyllis Lyon, novia de Del Martin.
- Dennis O'Hare como Jim Foster, organizador del Partido Demócrata abiertamente gay.
- David Hyde Pierce como el Dr. Jones, padre de Cleve.
- Michael DeLorenzo como José Sarria.
- Richard Schiff como el juez Vaughn Walker.
- Rob Reiner como David Blankenhorn.
- Charles Socarides, Jr. como Richard Socarides.
- John Rubinstein como el Dr. Charles W. Socarides.
- Arliss Howard como Ted Olson, abogado.
- Henry Czerny como David Boies, abogado.